# Chapelle Notre-Dame-du-Nid de Juigné
Pour les articles homonymes, voir Chapelle Notre-Dame et Juigné.
La chapelle Notre-Dame-du-Nid est sise sur les hauteurs de la Sarthe, à Juigné-sur-Sarthe (Sarthe), plus précisément au Port de Juigné, en face de l’abbaye de Solesmes.

## Histoire
Elle fut construite en 1936 comme ex-voto de remerciements par des parents qui bouleversés de voir le couple de leur fils au bord de la rupture se tournèrent vers la Vierge Marie. Le divorce fut évité et le couple sauvé. La statue Notre-Dame-du-Nid (Gardienne du foyer) qui s’y trouve est l’œuvre du sculpteur-statuaire Raymond Dubois (né en 1904 et mort en 1982) élève de Henri Charlier (né en 1883 et mort en 1975), et qui passa la plus grande partie de sa vie à Juigné-sur-Sarthe où son atelier de sculpture forma de nombreux artistes.